# BAC 167 Strikemaster
BAC 167 Strikemaster – brytyjski samolot szturmowy wyprodukowany przez firmę British Aircraft Corporation, wywodzący się z wcześniejszej konstrukcji - samolotu szkolno-treningowego Percival P.56 Provost.

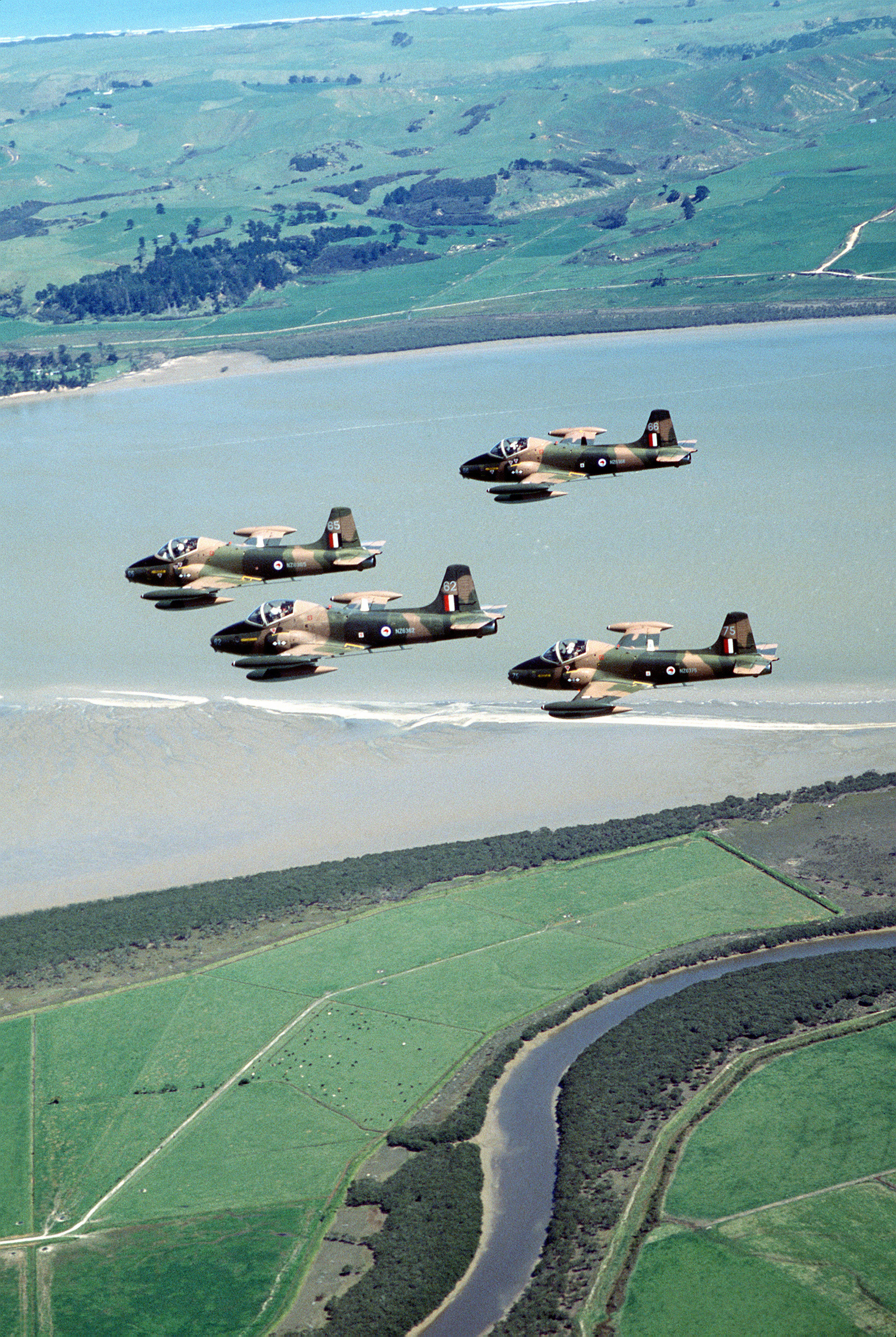
Nowozelandzkie Strikemastery podczas lotu w formacji

## Historia
W drugiej połowie lat 60. XX wieku wytwórnia lotnicza British Aircraft Corporation przystąpiła do opracowania nowoczesnego samolotu szturmowego na bazie wcześniejszej konstrukcji Jet Provost, który z kolei był głęboko zmodernizowaną wersją samolotu z napędem tłokowym Percival P.56 Provost. Płatowiec Jet Provost zaopatrzony został w nowy silnik Rolls-Royce Viper Mk 535 o ciągu o 20% większym niż silnik poprzednika. Dodano osiem węzłów do zawieszania uzbrojenia, zmodernizowano instalację paliwową i awionikę samolotu. Pierwszy lot prototypu miał miejsce 26 października 1967 roku, rok później rozpoczęto pierwsze dostawy do zagranicznych odbiorców. Łącznie wybudowano 146 samolotów, ostatnim odbiorcą był Sudan w 1984 roku.

## Konstrukcja
Strikemaster jest metalowym dolnopłatem z trapezowymi skrzydłami. Po bokach kadłuba u nasady skrzydeł znajdują się wloty powietrza do silnika. Samolot cechował się solidną i odporną na uszkodzenia konstrukcją, piloci i mechanicy cenili sobie prostotę budowy i dużą łatwość obsługi dającą możliwość szybkiego i sprawnego przywrócenia maszyny do lotu.

## Warianty
- Strikemaster Mk 80: Wersja przeznaczona dla Arabii Saudyjskiej, 37 sztuk.
- Strikemaster Mk 80A: Wersja przeznaczona dla Arabii Saudyjskiej, 10 sztuk.
- Strikemaster Mk 81: Wersja przeznaczona dla Ludowo-Demokratycznej Republiki Jemenu (Jemen Południowy), 4 sztuki.
- Strikemaster Mk 82: Wersja przeznaczona dla Omanu, 12 sztuk.
- Strikemaster Mk 82A: Wersja przeznaczona dla Omanu, 13 sztuk.
- Strikemaster Mk 83: Wersja przeznaczona dla Kuwejtu, 12 sztuk.
- Strikemaster Mk 84: Wersja przeznaczona dla Singapuru, 16 sztuk.
- Strikemaster Mk 87: Wersja przeznaczona dla Kenii, 6 sztuk.
- Strikemaster Mk 88: Wersja przeznaczona dla Nowej Zelandii, 16 sztuk.
- Strikemaster Mk 89: Wersja przeznaczona dla Ekwadoru, 4 sztuki.
- Strikemaster Mk 89A: Wersja przeznaczona dla Ekwadoru, 18 sztuk.
- Strikemaster Mk 90: Wersja przeznaczona dla Sudanu, 10 sztuk.

## Wykorzystanie bojowe
Ekwadorskie Strikemastery zostały bojowo użyte przez siły powietrzne tego kraju podczas konfliktu granicznego z Peru na początku 1995 roku, bombardując pozycje armii peruwiańskiej. Królewskie Siły Powietrzne Omanu użyły swoich samolotów podczas tłumienia rebelii w Zufarze na przełomie lat 60. i 70. XX wieku.